# عمر سالم طرموم
عمر سالم طرموم (1927 - 1993)، هو صحفي وسياسي يمني. ويعد عمر سالم طرموم من الرعيل الأول للوحدويين اليمنيين، وبدأ  نظاله في الأربعينيات من القرن العشرين ضد الاستعمار البريطاني في عدن. كما كام أحد الذين تبوا حركة التنوير الإسلامية، وتزعم في سنواته الاخيرة حزب المنبر الحي المعروف بتوجهه الإسلامي. وترأس تحرير صحيفة المسماة المنبر.
ولد الأستاذ عمر طرموم في مدينة «الوهط» بمحافظة لحج في عام 1927م  
مؤسس المركز الثقافي الاجتماعي الإسلامي بعدن، وحركة الإخوان المسلمين بمدينة عدن والجنوب عام 1966.
اعتقل نهاية العام 1969 من قبل النظام الماركسي الحاكم لجنوب اليمن في ذلك الوقت، ثم نزح إلى شمال اليمن متنقلا بين تعز والحديدة وصنعاء. 
من كبار قادة الإخوان المسلمين في اليمن ومن القادة التاريخيين للحركة، وكانت لديه مراسلات مع مؤسس الحركة الإمام الشهيد حسن البنا رحمه الله. 